# Fernandes (futebolista)
Jonathan da Silveira Fernandes Reis, mais conhecido como Fernandes (Rio de Janeiro, 21 de fevereiro de 1995), é um futebolista brasileiro que atua no meio-campo, tanto como volante como meia de origem.

## Carreira
Após sequenciais convocações para as seleções brasileiras de base, o meia chamou a atenção no clube e foi promovido aos profissionais em 2015 para a disputa da Série B daquele ano.
Fez boas partidas durante todo o ano, com assistências e gols, e teve seu contrato renovado até o fim de 2018.
Fernandes se destacou jogando a Série B de 2018 pelo Atlético Goianiense, emprestado pelo Botafogo. O contrato entre o time e o jogador não foi renovado.

### Guarani
Fernandes foi contratado pelo Guarani para a temporada 2019.

## Títulos
Botafogo
- Taça Guanabara: 2015
- Campeonato Brasileiro - Série B: 2015